# 山我哲雄
山我 哲雄（やまが てつお、1951年5月 - ）は、日本の聖書学者。北星学園大学経済学部共通部門教授 。

## 略歴
東京生まれ。早稲田大学文学部宗教学科卒。同大学院文学研究科博士課程中退） 1990年北星学園大学助教授） 1995年教授。岩波訳聖書のレビ記を担当した。

## 著書
- 『聖書時代史 - 旧約篇』（岩波書店） 2003
- 『聖書 - 史上最大のベストセラー『聖書』とは、いったい、何なのか？』（PHP研究所、雑学3分間ビジュアル図解シリーズ） 2005
- 『一神教の起源  旧約聖書の「神」はどこから来たのか』（筑摩選書） 2013
- 『キリスト教入門』（岩波ジュニア新書） 2015
- 『VTJ 旧約聖書注解 列王記上 1章 - 11章』（日本基督教団出版局） 2019
- 『旧約聖書における自然・歴史・王権』（教文館） 2022

### 編著
- 『図解 これだけは知っておきたいキリスト教』（洋泉社） 2008

### 共編著
- 『旧約新約聖書時代史』（佐藤研共著、教文館） 1992、改訂版 1997、改訂3版 2008
- 『古代イスラエル預言者の思想的世界』（金井美彦, 月本昭男共編、新教出版社） 1997

### 監修
- 『新版 総説旧約聖書』（池田裕, 大島力, 樋口進共監修、日本キリスト教団出版局） 2007
- 『聖書 - 珠玉の56話 英語朗読&日本語朗読』（日本聖書協会訳、アプライ） 2009
- 『旧約聖書人物図鑑』（東京書店） 2021

### 翻訳
- 『古代イスラエル史』（マルティン・メツガー、新地書房） 1984
- 『旧約聖書釈義入門 - その方法と実際』（ヘルマン・バルト, オーディル・シュテック、日本基督教団出版局） 1984
- 『歴史における旧約聖書の信仰』（ヴェルナー・シュミット、新地書房） 1985
- 『モーセ五書伝承史』（マルティン・ノート、日本基督教団出版局） 1986
- 『モーセ五書の伝承史的問題』（ロルフ・レントルフ、教文館） 1987
- 『旧約聖書の歴史文学 - 伝承史的研究』（マルティン・ノート、日本基督教団出版局） 1988
- 『古代イスラエルの女たち』（アタルヤ・ブレンナー、山我陽子共訳、教文館） 1988
- 『旧約聖書の世界観』（ワルター・ツィンマリ、教文館） 1990
- 『イスラエルとカナン - 二つの社会原理の葛藤』（ヴァルター・ディートリヒ、新地書房） 1991
- 『世界宗教事典 カラー版』（リチャード・ケネディ、田丸徳善監修、教文館） 1991
- 『グスタフ・マーラー事典』（アルフォンス・ジルバーマン、岩波書店） 1993
- 『コンパクト聖書注解 創世記』1 - 2（クラウス・ヴェスターマン、教文館） 1993
- 『バビロン捕囚とイスラエル』（ラルフ・クライン、リトン） 1997
- 『モーセ五書入門』（ノーマン・ワイブレイ、教文館） 1998
- 『1冊でわかるユダヤ教』（ノーマン・ソロモン、岩波書店） 2003
- 『旧約聖書 - 歴史・文学・宗教』（クリストフ・レヴィン、教文館） 2004
- 『モーセ - 歴史と伝説』（エッカルト・オットー、教文館） 2007
- 『申命記史書 - 旧約聖書の歴史書の成立』（トーマス・レーマー、日本キリスト教団出版局） 2008
- 『旧約聖書の象徴世界 - 古代オリエントの美術と「詩編」』（オスマー・ケール、教文館） 2010
- 『旧約聖書文学史入門』（コンラート・シュミート、教文館） 2013
- 『古代イスラエル宗教史 - 先史時代からユダヤ・キリスト教の成立まで』（ミヒャエル・ティリー, ヴォルフガング・ツヴィッケル、教文館） 2020
- 『古代イスラエル史 - 「ミニマリズム論争」の後で : 最新の時代史』（ベルント・ウルリヒ・シッパー、教文館）2024

### 「ATD旧約聖書註解」
- 『創世記 上・下』（ゲルハルト・フォン・ラート、ATD・NTD聖書註解刊行会、ATD旧約聖書註解1） 1993
- 『サムエル記 上1章 - 下1章』（ハンス・ヴィルヘルム・ヘルツベルク、ATD・NTD聖書註解刊行会、ATD旧約聖書註解6） 1996
- 『サムエル記 下2章 - 24章』（ハンス・ヴィルヘルム・ヘルツベルク、ATD・NTD聖書註解刊行会、ATD旧約聖書註解7） 1998
- 『レビ記』（マルティン・ノート、ATD・NTD聖書註解刊行会、ATD旧約聖書註解3） 2005
- 『出エジプト記』（マルティン・ノート、木幡藤子共訳、ATD・NTD聖書註解刊行会、ATD旧約聖書註解2） 2011
- 『歴代誌 上・下 / エズラ記 / ネヘミヤ記』（クルト・ガーリンク、ATD・NTD聖書註解刊行会、ATD旧約聖書註解10） 2017

## 論文
- CiNii>山我哲雄